# Mokreš
Mokreš is een plaats in de gemeente Čaglin in de Kroatische provincie Požega-Slavonië. De plaats telt 22 inwoners (2001).